# Château de Cubelles
Le château de Cubelles (en catalan : Castell de Cubelles), connu comme la Maison des marquis de Alfarràs (Casal dels marquesos d'Alfarràs), est situé dans la commune de Cubelles, dans la comarque de Garraf en Catalogne. Il s'agit d'une fortification documentée depuis 1041 et déclarée bien culturel d'intérêt national.